# C.P.U !?
「C.P.U !?」（シー・ピー・ユー !?）は、Cheeky Paradeの2枚目のシングル。2013年4月10日にiDOL Streetから発売された。

## 概要
「CD+DVD盤」、「CDのみ盤」、「ローソン・HMV限定盤」、「イベント会場・mu-moショップ限定盤」の4形態で発売。「イベント会場・mu-moショップ限定盤」を除く3形態には、初回特典として握手会イベント参加券を封入。
曲名は、コンピュータなどのCPUから「チキパの脳内」の意、さらに「Cheeky Parade Understand !?」という意味が込められている。
「C.P.U !?」のMVは、前作に続き森田亮が手掛けている。同曲の振り付けはお笑いコンビおよびダンスチームばい菌持ってる鳩によるもので、「コナマイキデショ?」のポーズは、ピースの綾部祐二のギャグを本人公認の下取り入れたという。また、c/wの「片想いファクトリー」はメンバー自身が振り付けを行っている。
「C.P.U !?」の歌詞には、一部メンバーの名前を取り入れている。これは、溝呂木が自身のブログで「優柔不断」を名前の「世蘭」と掛けて「優柔不蘭」と記載したことを、ディレクターが気に入ったことがきっかけだという。
MV「C.P.U !?」の「UNEDITED Ver.」が、2013年4月6日に行われた『Cheeky Parade 〜SAKURA ver.〜@2.5D』で公開された。

## 収録曲

### CD+DVD盤
1. C.P.U !?
作詞：小野宮市乃、夏果、RESiA209、R.o.C　作曲・編曲：HIKIE
2. 片想いファクトリー
作詞：RESiA209　作曲：金民智　編曲：宇佐美宏

DVD
1. C.P.U !?(Music Video)

### CDのみ盤
1. C.P.U !?
2. 片想いファクトリー
3. BUNBUN NINE9’ -RAM RIDER Remix-
作詞：RESiA209　作曲：上村伸太郎　編曲：HIKIE　Remix & Additional Production：RAM RIDER

### ローソン・HMV限定盤
1. C.P.U !?
2. 片想いファクトリー
3. 絶対! Love Magic -ZK Remix-
作詞：カワサキカナ　作曲：平賀伸明　Remix & Additional Production：KAZUHISA HIROTA

### イベント会場・mu-moショップ限定盤
1. C.P.U !?
2. 片想いファクトリー
3. C.P.U !?(Instrumental)
4. 片想いファクトリー(Instrumental)

## 配信
| 年     | 配信日  | 曲名               | 配信サービス  | 運営       | 規格                  | 備考                                                                  |
| ------ | ------- | ------------------ | ------------- | ---------- | --------------------- | --------------------------------------------------------------------- |
| 2013年 | 2月12日 | C.P.U !?           | YouTube       | YouTube    | -                     | 「C.P.U !?」(PANORAMA Ver.)                                           |
| 2013年 | 3月6日  | C.P.U !?           | BeeTV/dビデオ | ABC        | -                     | 「C.P.U !?」(PANORAMA Ver.)                                           |
| 2013年 | 3月6日  | C.P.U !?           | レコチョク    | レコチョク | 着うた                | Aメロ〜Bメロ/サビ（RBTあり）/Dメロ/アウトロ/メンバーソロVer.（全9種） |
| 2013年 | 3月13日 | C.P.U !?           | レコチョク    | レコチョク | 着うたフル/フルプラス | 着信ムービーも同日配信                                                |
| 2013年 | 3月13日 | C.P.U !?           | UULA          | UULA       | -                     | 「C.P.U !?」(!? Ver.)                                                 |
| 2013年 | 4月10日 | C.P.U !?           | レコチョク    | レコチョク | ビデオクリップ        | 「C.P.U !?」(PANORAMA Ver.)                                           |
| 2013年 | 3月20日 | 片想いファクトリー | レコチョク    | レコチョク | 着うた                | Aメロ〜Bメロ/サビ（RBTあり）/Dメロ                                    |
| 2013年 | 4月10日 | 片想いファクトリー | レコチョク    | レコチョク | 着うたフル/フルプラス |                                                                       |

## イベント

### プロモーションイベント
| 日程                                                        | 公演名                                                                           | 会場                                                   | 備考 |
| ----------------------------------------------------------- | -------------------------------------------------------------------------------- | ------------------------------------------------------ | --- |
| 2013年2月9日・10日・16日・17日・23日・24日・3月16日・4月9日 | HMV×Cheeky Paradeエンジン全開イベント第2ステージ 〜Cheeky Parade Understand !?〜 | HMV大宮ロフト                                          | 各日2回公演。公演初日には「C.P.U !?」が初披露された。24日の1部は渡辺が体調不良により欠席。3月16日は追加公演。4月9日はCD予約購入者対象のCD手渡しイベント（山本・小鷹狩は不参加）。 |
| 2013年4月13日                                               | HMV×Cheeky Paradeエンジン全開イベント第2ステージ 〜Cheeky Parade Understand !?〜 | 阪急西宮ガーデンズ （スカイガーデン 木の葉のステージ） | “〜ファイナル〜「Cheeky Parade in da house!」”と銘打った追加公演。各日2回公演。                                                                                                   |
| 2013年4月14日                                               | HMV×Cheeky Paradeエンジン全開イベント第2ステージ 〜Cheeky Parade Understand !?〜 | ラゾーナ川崎プラザ （ルーファ広場 グランドステージ）   | “〜ファイナル〜「Cheeky Parade in da house!」”と銘打った追加公演。各日2回公演。                                                                                                   |
| 2013年4月10日                                               | Live@東京スカイツリータウン® スカイアリーナ                                      | 東京スカイツリータウン                                 | ミニライブ終了後、Tree Village（東京ソラマチ）の一日店長を務める。 |

### 限定イベント
| 日程          | イベント名                                                                 | 会場                   | 内容                                   |
| ------------- | -------------------------------------------------------------------------- | ---------------------- | -------------------------------------- |
| 2013年2月19日 | Cheeky Parade生誕1周年記念Special Event 〜届け!!チキパからの感謝の気持ち〜 | アキバ☆ソフマップ1号店 |                                        |
| 2013年4月20日 | 個別2ショット撮影会 〜[アットマーク→@]驚く[一時停止→Pause]しちゃう〜       | avex本社ビル           | STAGE1〜3の3部制。29日は追加イベント。 |
| 2013年4月29日 | 個別2ショット撮影会 〜[アットマーク→@]驚く[一時停止→Pause]しちゃう〜       | avex本社ビル           | STAGE1〜3の3部制。29日は追加イベント。 |
| 2013年5月25日 | HMV×Cheeky Parade “ナ・マ・イ・キ☆ホームタイム”                            | avex本社ビル           | HMVの特典イベント。                    |

### 訪店握手会
- HMV訪店イベント（2013年3月24日、HMV栄・28日、HMV仙台ロフト）[注 5]
- HMV都内3店舗一斉訪店イベント!! 都内HMV 3店舗 ミニジャック〜synchronize visitation〜（2013年4月10日）[注 6]
- Cheeky Parade メジャーデビューThanksgiving Dayイベント〜Cheeky Parade loves U !!〜（2013年4月10日 - 12日）[注 6]